# Heinrich-Böll-Haus

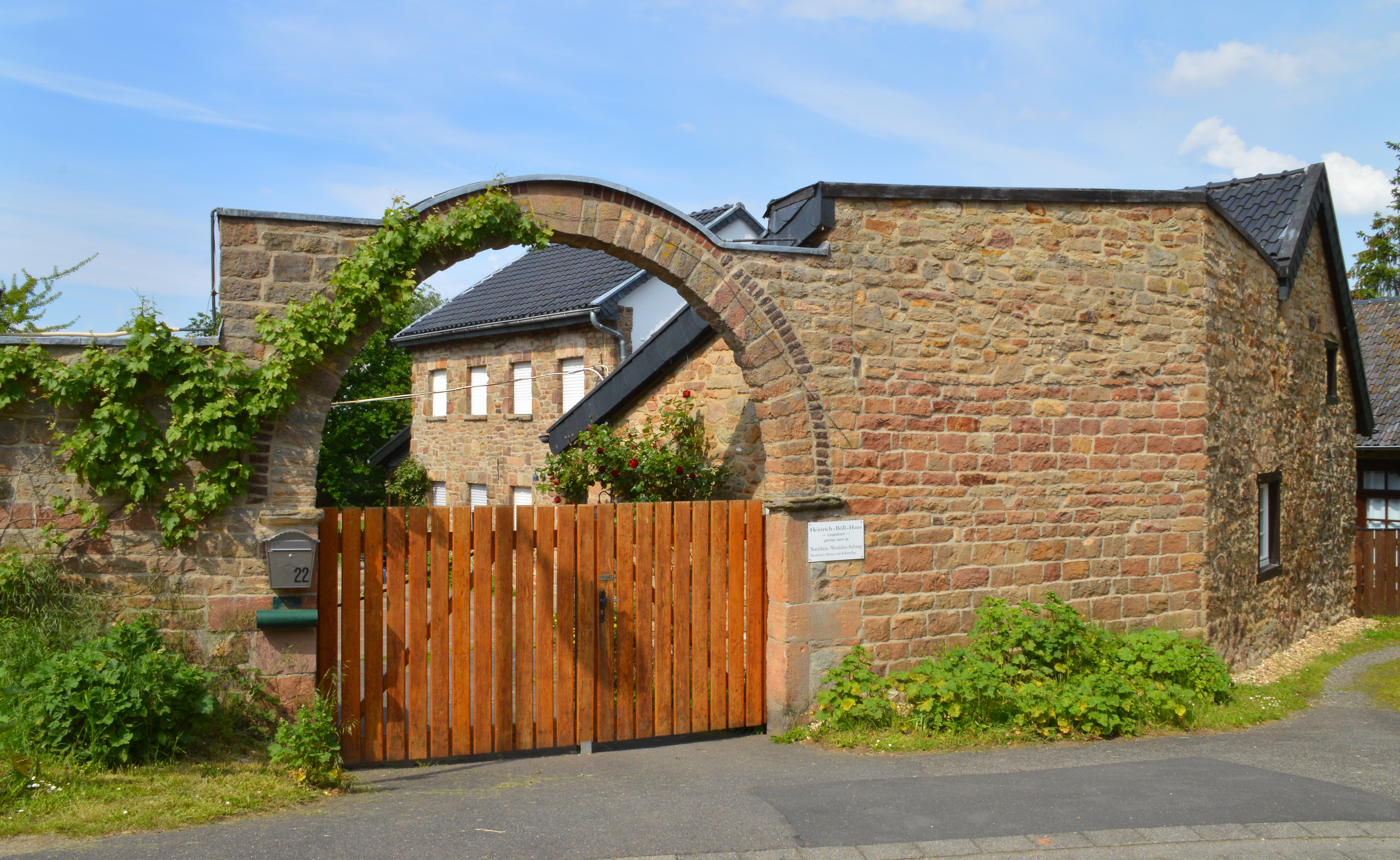
Het Heinrich-Böll-Haus in 2019

Het Heinrich-Böll-Haus in het Duitse dorp Langenbroich is een centrum voor tijdelijk onderdak (4-6 maanden) en voor ondersteuning van schrijvers, dichters en aanverwante kunstenaars.
Dezen komen uit landen, waar ofwel zeer grote armoede heerst, ofwel waar de persvrijheid zozeer beperkt is, dat zij hun literaire werk in hun geboorteland niet of slechts onder strenge beperkingen, dan wel met persoonlijke risico's zouden kunnen publiceren.

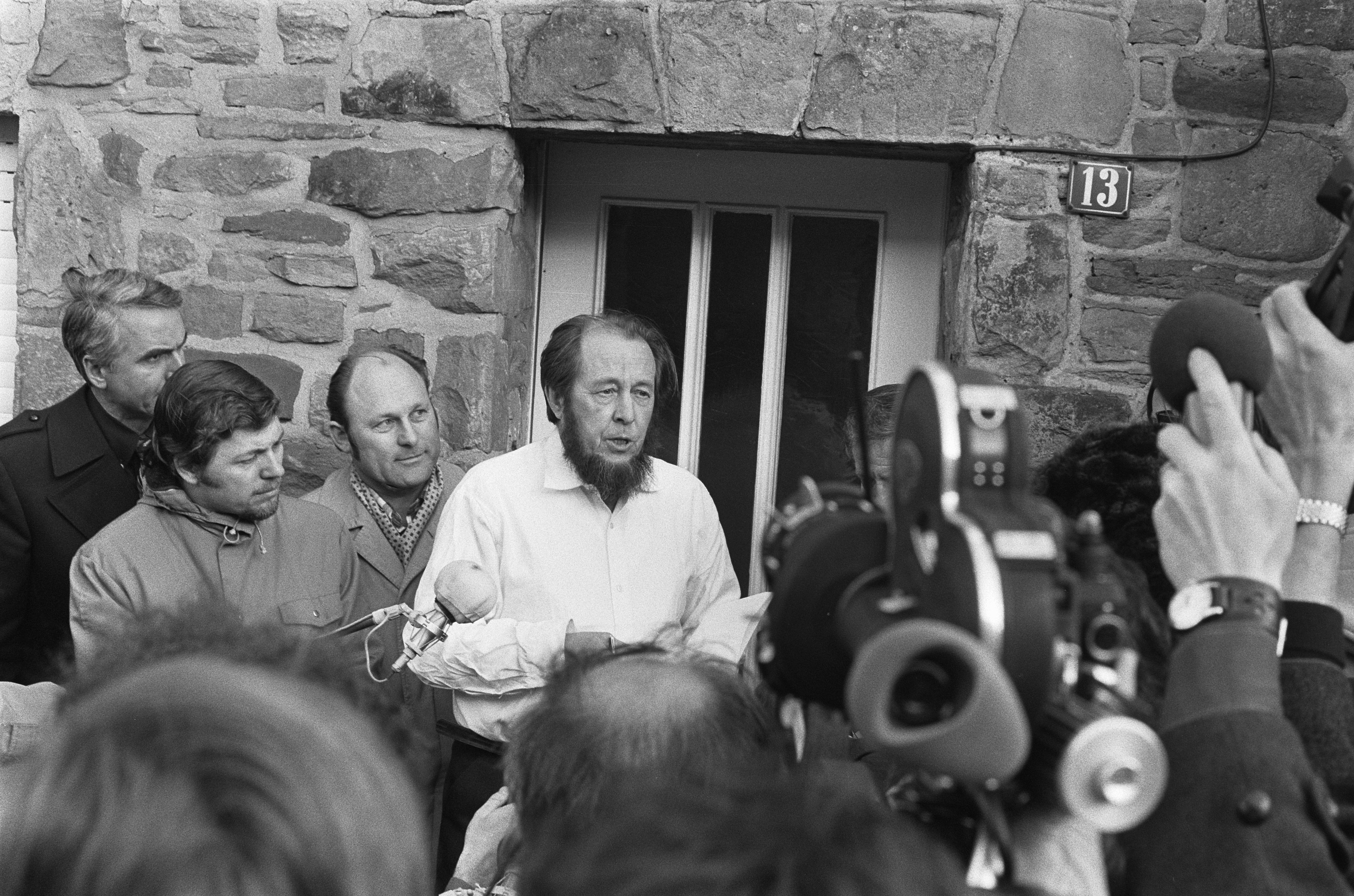
Aleksandr Solzjenitsyn staat de pers te woord, 14 februari 1974

De Duitse schrijver Heinrich Böll had het huis, dat waarschijnlijk reeds voor 1700 als grote boerderij was gebouwd, in de jaren zestig als vakantiewoning gekocht; rustig gelegen en buiten bereik van ongewenste journalistieke nieuwsgierigheid. De Russische schrijver en Nobelprijswinnaar Aleksandr Solzjenitsyn heeft er na zijn uitwijzing uit de Sovjet-Unie op 13 februari 1974 korte tijd verbleven als gast van Böll.
Na Bölls dood in 1985 werd het huis per 9 juni 1991 in gebruik genomen als het Heinrich-Böll-Haus, financieel ondersteund door het aan de deelstaat Noordrijn-Westfalen gelieerde Heinrich-Böll-Fonds en door de Heinrich-Böll-Stiftung die aan de Duitse politieke partij Bündnis 90/Die Grünen was gelieerd. Reeds in 1989 was met dit doel door de nabestaanden van Heinrich Böll, de gemeente Düren en de beide andere genoemde organisaties de stichting Heinrich-Böll-Haus  e.V. in het leven geroepen.
Het huis is na 1991 uitgebreid met een aantal bijgebouwen, waar de Stipendiaten kunnen wonen en werken. Velen van hen zijn of waren afkomstig uit Oost-Europa, het Midden-Oosten en Oost-Azië; enkelen ook uit Centraal-Afrika of Latijns-Amerika.
Bölls weduwe Annemarie overleed er in 2004.